# ملالا يوسفزي
ملالا يوسفزي (بشتو: ملاله يوسفزۍ، مواليد، 12 يوليو 1997) هي ناشِطَة باكستانية في مَجال تعليم الإناث، وأصغر حاصلة على جائزة نوبل على الإطلاق. اِشتَهَرت بِدِفاعِها عن حقوق الإنسان وخاصَّةً التَّعلِيم وحقوق المرأة في منطقة وادي سوات ضِمنَ مُقاطعة خيبر بختونخوا شمال غربِ باكستان، حيثُ كانت تُعاني منطقتها من محاولة حظِّر حركة طالبان باكستان الفتيات من الذَّهاب للمدارس، وحصلت حملات ملالا على دعم دُوليٍّ مُنذُ ذّلِكَ الحين.
كانت لِعائِلَة يوسفزي سِلسلة مدارسٍ تُديرها في المنطقة. وفي أوائل سنة 2009، وملالا في عُمّر 12 عاماً كتبت تَدوينةً تَحت اِسم مستعار لقناة بي بي سي عن تَفاصِيل حياتها تحت سَيطرةِ طالبان باكستان للمنطقة، اللّذَيْنِ كانوا يحاولون السيطرة على الوادي، وعن وجهة نظرها عن حالة تعليم الفتيات في وادي سوات وطُرق تَنمِيتها. في الصَّيف التالي قَدَمَ الصَّحفي آدم إليك في صَحِيفَة نيويورك تايمز فيلماً وثائقياً عن حياتها خلال تدخل الجيش الباكستاني في المنطقة. انتشر صِيتُ ملالا في العالم؛ لِذَلِك أُجريت معها العديد من المُقابلات التِلفزيونية والكِتابية، كما رُشحت لجائزة السلام الدولي للأطفال من قِبل الناشط الجنوب إفريقي ديزموند توتو.
في ظُهْر يوم 9 أكتوبر 2012 اِستَقَلَّت ملالا حافلة مَدرستها في وادي سوات شمال غرب باكستان. ثم قام مُسلح بالصُّعودِ إلى الحافلة، وناداها باسمها ثم وَجَّهَ مُسَدسهُ على رأسِها وأطلق ثلاث رصاصات. أَصَابَت إحدى الرصاصات الجانِب الأيسر من جَبِينِ ملالا وتوجهت تحت الجلد على طول وجهها. أصِيبت ملالا إِصَابةً بليغة وبقيت فاقِدةً للوعيّ في الأسبوع الَّذِي تَلَى الهُجوم، تَحسنت حالتها بشكلٍ كافٍ لاحقاً ليتم نقلها إلى مستشفى الملكة إليزابيث في برمنغهام في إنجلترا، مِن أجل خُضوعها لإعادة تأهيل شاملة. في 12 أكتوبر أطلق 50 رجل دين مُسلم في باكستان فَتوَى تُدِينُ الأشخاص الذين حاولوا قَتل ملالا، رُغم ذَلك كررت حركة طالبان باكستان تهديدها بقتل ملالا ووالِدها ضياء الدين يوسفزي. أثارت مُحاولة الاِغْتِيال موجة من الدعم الوطني والدَوليّ لملالا. حيثُ كتبت قناة دويتشه فيله في يناير 2013 أن ملالا يوسفزي قد تكون «المراهقة الأكثر شُهرةً في العالم». وقامَ مَبعوث الأمم المتحدة الخاص بالتعليم العالَميّ جوردون براون بإطْلاقْ عَرِيضة في الأمم المتحدة باِسمِ (أنا ملالا)، تُطالِب بألا يُحْرَم أيَّ طفلٍ بالعالم من المدارس بحلول العام 2015؛ ساعَدَ ذلِك بمُصادقَةِ باكستان للمرَّةُ الأولَى على قانون حقّ التَّعليم الدولي.
في الأَعوام (2013، 2014، 2015) تَمّ اختِيار ملالا في قائِمَة تايم 100 لأَكثَر الأشخاص تأثِيراً في العالم. حَصَلت على جائزة الشباب الوطنية للسلام في باكستان، كما حازَت على جائزة سخاروف لحرية الفكر سنة 2013. وفي يوليو 2013 أَلقَّت كلِمةً في مَقَرِّ الأمم المتحدة بهَدَف وصول التَّعليم لجميع أنحاء العالم، وفي فبراير 2014 رُشِحَت لجائِزة الطِّفل العالمي بالسويد. وفي أكتوبر 2014 حَصَلت على الجنسية الكندية الفخرية من الحكومة الكندية. على الرغم من قتالها من أجل حقوق المرأة، فضلاً عن حقوق الطفل، قالت أنها لا تَصِف نَفسها بأنها نسوية وذلك في حديثٍ لها مع مجلة فوربس في سنة 2014. لكن في عام 2015 قررت أن تكون نسوية بعدَ سَماعِها لخِطاب إيما واتسون عِندما أَطلقت حَملة حركة هي فور شي. مُنحت شهادة الدكتوراه الفخرية من جامعة كلية الملك في هاليفاكس في مايو 2014. وفي وقت لاحق من نفس العام حصلت على جائزة نوبل للسلام مع الناشِط الهندي كايلاش ساتيارثي لنِضالها ضِدَّ الظُّلمِ وانتِهاكِ حُقوق الأطفال والشباب ودفاعِها عن حق جميع الأطفال في التعليم. وكان عُمّرها آنذاك 17 عاماً لتكون أصغر حاصِلة على جائزة نوبل في العالم. عُرض وثائقي عنها باسم «سماني ملالا» وَصَلَ للقائمة المُفضلة لترشيحات الأوسكار سنة 2015 لكِنَهُ لَم يَصِّل للترشيحات النهائية.
في مارس 2013 قالت أنها تِلميذة في ثانوية إدجباستون للبنات في مدينة برمنغهام. وفي 20 أغسطس 2015 حققت تقدير "A" في الشهادة الثانوية العامة.

## حياتها

### الطفولة
ولِدت ملالا يوسفزي في 12 يوليو 1997 في مَدِينَة مينجورا في وادي سوات التابِعة لمُقَاطعة خيبر بختونخوا، من عائِلَةٍ مسلمة سنية بشتونية وسُمِّيت باسم ملالا (بالفارسية: ملاله) والذي يَعني «المَهْمُومة» تَيَمُّناً بـ«ملالي مايواند» التي كانت بَطَلَة وَطَنِيّة ومُحاربة شَهيرة من جنوب أفغانستان، حيثُ أَلْحَقت الهَزِيمة بالبريطانيين في العام 1880 في معركة مايواند. واسمُها الأخير يوسفزي وهو اِسم إحدى القبائِل الكبيرة المتّحِدة من البشتون في وادي سوات في باكستان، حيثُ ترعرعت هُناك. وفي منزلها في مينجورا مع أخويها الصغيرين، ووالِديها ضياء الدين وتور بيكاي، ومع حيواناتها الأليفة من الدجاج.
تَتحدثُ بطلاقةٍ لُغة البشتو والإنجليزية واللغة الأردية. وكان جُزْءً كبيراً من تعليم ملالا تَتلاقاه من والِدها ضياء الدين والذي كان شاعراً ومالِكَ مدرسةٍ. كما كان ناشطاً تعليمياً، ويعمل على تشغيل سلسلةً من المدارس الخاصَّة المعروفة باسم مدرسة خوشحال العَامَّة. ذَكرت ملالا بأحدِ المقابلات بأنها تحلُم بأن تكون طبيبة، لكِنها ذَكَرت فِيما بَعد بكِتابها أنا ملالا «رغبتي في أن أُصبح مخترعة أو سياسية وليس طبيبة»، وكذلك شَجَعَها والِدها على أن تكون سياسية بدلاً من طبيبة. وكانت ملالا تُعامل بشكلٍ خاص جداً من قِبل والِدها، حيثُ كان يَسمحُ لها بالبَقاء مَعَهُ لَيلاً والحديث عن السياسة بعد ذهاب شقيقيها للنوم.
بدأت ملالا بالتحدث عن حقوق التعليم في وقتٍ مُبكر من سبتمبر 2008، عِندما أَلقَى والِدُها خِطاباً في نادي الصِّحافَة المَحليّة في بيشاور بعنوان «كيف تجرؤ طالبان (باكستان) على اِنتزاع حَقّيَ الأَساسِي في التعليم؟» وخَاطبت ملالا الجمهور من خِلال الصحف والقنوات التلفزيونية التي اِنتشرت في جميع أنحاء المَنطقة.
في سنة 2009 بَدأت يوسفزي كمُتدَرِّبَة ثم كمُساعِدة لزملائِها في مَعهد صِحافةِ الحرب والسلام، وهو برنامج للشباب الباكستاني للعقول المنفتحة، والتي عملت في مدارس المنطِقة لمساعدة الشباب على الانخراط في المناقشات البنَّاءة حول القضايا الاجتماعية من خِلال أدوات الصحافة والنِقاش والحِوار.

### كمدونة لقناة بي بي سي
في نِهاية 2008 قامَ عامر أحمد خان من موقع قناة بي بي سي الأردية وزُملائِه بطريقةٍ جديدة لتغطية نُفُوذِ حَركةِ طالبان باكستان المُتزايد في وادي سوات. فقد قرروا الطَلَب من أحد الطَالِبات التَّدوِين عن حياتِها هُناك باسمٍ مَجهول. وكان مُراسِلُ القَناة في بيشاور عبد الحي كاكار على اتصالٍ مع أُستاذ المدرسة ضياء الدين يوسفزي، لكِنَه لا يُمكن العثور على أي طالبةٍ على اِستِعداد للقِيَام بذلِك، لخَطَرِها الكبير على أُسْر الطُّلاب. في ذلِك الوقت قامَ مُقاتلي طالبان باكستان بقيادة الملا فضل الله بالسيطرة على وادي سوات، حيثُ تم حَظر التلفاز والموسيقى وتعليم الفتيات وحتى ذهاب النساء للتسوق. وعُلِّقَت جُثث رِجال الشُّرطة مَقطوعةَ الرأسِ في ساحات المدينة. في البِداية تَطوعت الطالبة عائشة على كتابة يومياتها بموافقة والِدها، لكن بعدها منعها من القِيام بذلِك خوفاً من اِنتقام طالبان باكستان. وكان البديل الوحيد هي ملالا التي كانت تَصغُر عائشة بأربع سنوات، حيثُ اِقتَرَح ضياء الدين اِبنَتُهُ ملالا البالِغة من العمر 11 عاماً، وفي الصف السابع بذلكَ الوقت. ووافق المحررين في بي بي سي على ذلِك بالإجماع.
| لقد رأيتُ يومَ أمسٍ كابوساً في مَنامي لطائِراتِ هليكوبتر ومُقاتلينَ لطالبان (باكستان). دائماً أرى مثل تِلك الأحلام مُنذ بدأت الحَملةُ العَسكريَّة بوادي سوات. قَدمَّت أمي الإفطار لِي وذَهبتُ إلى المدرسة. كُنت أخشى الذهاب إلى المدرسة، لأن طالبان (باكستان) كانت قد مَنعت ذهاب الفتيات للمدارس. حضَّرت 11 طالبة من أصل 27 في الصَّف بِسببِ قرار طالبان باكستان، انتَقَلَت 3 من صدِيقاتي إلى بيشاور ولاهور وراولبندي مع عائلاتِهم بعد هذا المرسوم. |
| —ملالا يوسفزي، 3 يناير 2009 بتدوينة لقناة بي بي سي |

عَلَقَ ميرزا وحيد رئيس التحرير السابق لبي بي سي الأردية، قائلاً «قُمنا بتغطية الكثير من أعمال العنف والسياسة في وادي سوات بالتَفْصيل، ولكن لم نَكن نَعرِف الكثير عن كيفية حياة الناس العاديين في ظِلّ حُكم طالبان (باكستان).» ولأن محرري بي بي سي كانوا قلقين على سلامةِ ملالا، أصَرُّوا على استخدام اِسماً مُستعاراً لَها، حيثُ نُشرت تدوينَتُها باسم «جول مكاي» والتي تعني حسب اللغة الأردية (زهرة القنطريون العنبري)، حيثُ اشتُق الاسم من قِصّةِ بَطَلة في الفُولْكلُور البشتوني، والتي تُشبه قِصة روميو وجولييت.
نُشِّرت أول تدوينةٍ لملالا في 3 يناير 2009 وكانت بعِنوان «أنا خائفة»، وقالت أنها كانت تكتب مُلاحظاتِها باليَد، ثُم تُمَرِرَها إلى المُراسل الذي يَقوم بتصويرها وإرسالها عبر البريد الإلكتروني للقناة. التدوينة تحدثت عن أفكار ملالا خلال معركة سوات الأولى، والتدخل العسكري بالمِنطَقة، حيث تتكلم بالبداية عن الغياب الكبير للفتيات بالمدرسة، وأخيراً إغلاق مدرسَتِها.
أَطلقت حركة طالبان باكستان في 15 يناير 2009 فتوى تَحظر فيها على الفتايات الاِلتِحاق بالمدارس. وكان التَّنظِيم قد طَبَقَ الفتوى على أكثر من 100 مدرسة فتيات. في اللَّيلَة التي سَبقت الحَظر استيقظت ملالا عدة مرات من نومها على أصوات نِيران المَدفعية، وفي اليوم التالي قَرأَت أول تدويناتها التي كانت قد نُشرت على أحد الصُّحف المَحلِّيَّة.

#### حظر دخولها للمدرسة
بعد حَظر دُخول المدارس، وَاصَلت حركة طالبان باكستان تَدمِير المدارس في المِنطقة. بعد خمسةَ أيامٍ من إِطلاق تدوينتها الأولى، كتبت ملالا التي كانت ماتزال تستعِد لاِمتِحاناتِها: «من المُقرر إجراء الاِمتحانات السَّنويَّة بَعد العطلة، لكن هذا لَن يَكون مُمكناً إلا إذا سَمَحَت طالبان (باكستان) للبنات بالذهابِ للمدارس. أخبرونا أن نُحَضِّر بَعض الفُصُول من أجل الاِمتِحان، ولكنَّنِي لا أشعر بالرغبة بالدِراسة.»
| يَبدو أنه تمَّ تَدميرَ عشراتِ المدارس وتم إغلاق المئات مِنها والجيش يُفكر بحِمايَتِها. كان عليهِم إجراء عملياتهم هُنا بشكل صحيح، وإلا ما كان ليحدث كل ذلك. |
| —ملالا يوسفزي، 24 يناير 2009 بتدوينة لقناة بي بي سي                                                                                           |

في فبراير 2009 بقيت مدارس البنات مُغلقة. وتضامناً معها، قررت مدارس الذكور الخاصة إغلاق أبوابها حتى 9 فبراير، وقد نشرت إخطارات تفيد بذلك. وفي 7 فبراير عادت ملالا وشقيقها إلى مدينتهم منغورا، حيثُ كانت الشوارع خالية، وكان هُناك صمتٌ غريب. وكتبت ملالا على مدونتها: «ذهبنا إلى البقالة لشراء الهدايا لأُمنا، لكنه كان مُغلقًا. وهي بالعادة تبقى مفتوحة حتى وقت مُتأخر. كذلك العديد من المحلات الأخرى أغلقت أبوابها»، وسرقت محتويات منزلهم وتلفازهم.
بعد إعادة فتح مدارس الذكور، رفعت طالبان باكستان القيد عن التعليم الإبتدائي للفتيات تحت سن 10 سنوات، أما مدارس الفتيات فقط فبقيت مُغلقة. وكتبت ملالا أن 70 طالبةً قد حضرت من أصل 700 طالبة.
في 15 فبراير سُمع في شوارع مينجورا إطلاق نار كثيف، ولكن والد ملالا طمئنها قائِلاً: «لا تخافي، هذه النار من أجل السلام». وكان والِدها قد قرأ في الصحيفة أن الحكومة والمسلحين كانوا في طريقهم لتوقيع اتفاق سلام في اليوم التالي. في وقت لاحق من تلك الليلة، أعلنت حركة طالبان باكستان عن توقيعها اتفاق سلام عبر الراديو، لتبدأ بعدها جولة جديدة من تبادل اطلاق النار في المنطقة. في 18 فبراير تحدثت ملالا عن طالبان باكستان في البرنامج الحواري كابيتال تاك على قناة جيو نيوز، وانتقدت أفعالهم. بعد ثلاثة أيام أعلن زعيم حركة تطبيق الشريعة المحمدية في سوات الملا فضل الله على الراديو أنه رفع الحظر المفروض على تعليم الإناث، وسيتم السماح للفتيات بالذهاب للمدارس حتى موعد الامتحانات في 17 مارس، لكن بشرط ارتداء البرقع.

#### إعادة فتح مدارس الفتيات
في 22 فبراير 2009 أَعْلَنَ الجيش الباكستاني هُدْنَةً مع صوفي محمد زَعيم حركة تطبيق الشريعة المحمدية (تحريك)، ليتم وقف كامل لإطلاق النار وعودة أهل وادي سوات إلى مَنازِلهم. وفي 25 فبراير، كتبت ملالا تدوينةً عَنها وعن زميلاتِها قائلة: «لعبنا كثيراً بالصَّفّ، واستمتعنا كما كُنا نَفعل بالماضي». ثم أصبح الحُضور في صَّفّ ملالا وصل لـ19 من أصل 27 طالبةً في 1 مارس، لَكِن حركة طالبان باكستان بَقيت نَشِطة في المنطقة وزاد نُفوذها بالمِنطقة، وأقام صوفي محمد مركزاً له في منطقة دير وأسماه «مركز التبليغ». اِستمر القصف، ونُهبت مواد الإغاثة المُخصصة للنازحين. بعد يومين فقط كتبت ملالا أن هُناك مُناوشات بين الجيش وطالبان باكستان، ويمكن سماع أصوات قذائف الهاون. وقالت: «الناس خائِفون مَرَّة أُخرى مِن فُقدان السّلام بشكل أطول. وبعض الناس يقولون بأن اتفاق السلام ليس دائم، بل هو مُجَرد اِستراحة من القتال».
في 9 مارس، كتبت ملالا عن ورقة امتحان العُلُوم وقالَت أن أدائِها كان جيداً، وأضافت أن طالبان (باكستان) لَم تَعُد تُفتش السيارات كما فعلوا في السابق. وكانت آخر تدوينة لها في 12 مارس 2009.

### نزوح ملالا
| لدَي حُلْمٌ جَديد... يَجِب علَيَّ أن أكون سياسيةً لإنقاذِ هذا البَلَد. هُناك الكثير من الأزمات في بِلادِنا. أُرِيدُ إزالةَ هَذِهِ الأزمات. |
| —ملالا يوسفزي، Class Dismissed (فيلم وثائقي)                                                                       |

بعد انتِهاء مُذكرات ملالا على بي بي سي، ملالا ووالِدها قاما بإِجراء اتصالٍ مع مُراسل صَحِيفة نيويورك تايمز آدم إليك حولَ تصوير فيلم وثائِقيّ عَن ملالا. في شهر مايو تحرك الجيش الباكستاني إلى المنطقة لاستعادة السيطرة عليها خلال معركة سوات الثانية. تم إخلاء مينجورا ونزح السكان عنها بِمن فِيهم أسرَّةُ ملالا. ذَهَبَ والِدها إلى بيشاور للاِحتِجاج واكتساب دَعّم الناس. بينما ذهبت ملالا للريف للعيش مع أقاربها. وقالت في الفيلم الوثائقي لاحقاً عن هذه الفترة: «أنا أشعُرُ بالملل فِعلاً لأنني لا أملُكُ كتباً للقرآءة،».
في ذلك الشهر بعد اِنتقاد والِد ملالا المتشددين في مؤتمرٍ صِحفيّ، تَلقَى ضياء الدين تهديداً بالقتل عبر الراديو من قِبل أحد قادة طالبان باكستان. وكانت ملالا تستوحي بعُمق نشاطها من والِدها. في ذلك الصَّيف، للمَرَّة الأولى ألزمت ملالا نفسها لتَكون سياسيةً وليسَ طبيبة، كما تطمح أن تكون.
في أوائل يوليو، وصلت مُخيماتُ اللاجئين إلى الحدّ الأقصى لسِعتها. وأَعلن رئيسُ الوزراء إعلاناً طال اِنتِظارُه بأن لا خوفَ مِن العودة لوادي سوات. دَحَرَ الجيش الباكستاني طالبان باكستان من داخل المُدُن إلى الأَرياف. وعادت عائلة يوسفزي إلى منزِلِها في 24 يوليو 2009. دُعيت العائلة لأول مَرَّة ضِمن مَجموعة من نُشطاءِ القاعِدة الشعبية التي دُعيت للِقاء مُمثل رئيس الولايات المتحدة باراك أوباما الخاص إلى أفغانستان وباكستان ريتشارد هولبروك.
شَجَعَ ضياء الدين هولبروك على التَّدخُّل في الوضع قائِلاً، «السفير المحترم، إذا كنت تستطيع أن تُساعدنا في التعليم، يُرجى مساعدتنا»، عندما عادت الأسرة للمنزل، وجدوا أنَّهُ بخير، والمدرسة فِيها أضرارٌ خفيفة فقط.

### ناشطة صغيرة
بَعدَ نَشر الفِيلم الوَثائِقيّ قامت ملالا بإِجراء العَديد مِن المُقابلات التلفزيونية على قناة خيبر الناطقة بلُغة البشتو المحلية، وصحيفة آج اليومية باللغة الأردية، وصحيفة تورنتو ستار الكندية. وقامت بإجراء مقابلة ثانية في برنامج كابيتال تاك على قناة جيو نيوز في 19 أغسطس 2009. ثم كشفت قناة بي بي سي عن هوية مدونتها المجهولة في ديسمبر 2009. وبدأت تظهر بشكل علني على التلفزيون للدفاع عن حقوق الفتيات بالتعليم.
في أكتوبر 2011 قام الناشط الجنوب أفريقي ديزموند توتو بترشيح ملالا لجائزة السلام الدولي للأطفال المقدمة من مؤسسة حقوق الأطفال الدولية الهولندية. كانت أول فتاة باكستانية تحظى بشرف الترشح لهذه الجائزة. حيثُ قال في نص الترشيح عنها: «تجرأت ملالا للوقوف من أجلها ومن أجل الفتيات واستخدمت وسائل الإعلام الوطنية والدولية ليعرف العالم أن للفتيات أيضًا الحق في الذهاب للمدرسة». وحَصَلَ على الجائزة ميكايلا مايكروفت من جنوب أفريقيا.
بَعد شَهرين مِن ذَلِك في أواخر شهر ديسمبر 2011 ذَاعَ صِّيتُها أَكثر بعد حُصُولها على جائزة الشباب الوطنية للسلام في بَلدها باكستان وكانت أولى الفائِزات فيها. ومَنَحَها الجائِزة رئيسُ الوزراء الباكستاني يوسف رضا جيلاني في 19 ديسمبر 2011، وقالت ملالا خِلال تَسلُّمِها الجائزة أَنّها لَيسَت عضواً في أي حزبٍ سياسيّ، لكِنها تأملُ في تأسيسِ حزبٍ وطني يَهتمُ بالتعليم. ووَجَّه رئيس الوزراء السلطات على اِنشاء قِسم للتكنولوجيا مُخصص للسيدات في كلية سوات وذلك حسب طلب ملالا، كما أعاد تسمية إحدى المدارس الثانوية على اِسمها تكريماً لها. بحلول عام 2012 كانت ملالا تُخطط لإنشاء مؤسسة ملالا للتعليم، والتي تُخطط لتساعد الفتيات الفقيرات للذهاب للمدرسة.

## محاولة اغتيالها
بازدِياد شُهرة ملالا، ازدادت المَخَاطِر التي تواجهها، ونُشِرَت تهديدات بقَتلِها بالصُحُف كما وضِّعَت أَوراق تهديد لها من تحت بابِ مَنزلها. وعلى الفيسبوك كانت ملالا مُستخدمة نشطة، وقالت أنها بدأت تتلقى تهديدات عليه، كما تم إنشاء العديد من الصَفحات التي تَنتحِل شخصِيَّتِها. ومع مُرور الوَقتِ لَم يُنفَّذ أي مِن هَذِهِ التَّهدِيدات، قال مُتحدثٌ باسمِ طالبان (باكستان) أنهم «مُضطرِّين» لفِعلِ ذَلِك. وفي اِجتِماعٍ لِقادَةِ طالبان باكستان عُقِدَ في صَّيّفِ 2012، اتفقوا فيه على قتل ملالا بالإِجماع.
| غالِباً ما أَتخيَّلَ المَشهد بوضوح، فعِندما يأتون لِقَتلي، سأقولُ لهم (حَسناً، اِقتُلني لَكِن أَنصِت إليَّ أولاً. إنك سَترتكِبُ جُرماً بفِعلَتِكَ هَذِه. لَستُ أحمِل أي ضغِينَةٍ ضِدَّك، فكل ما أُرِيدُه هو أن تلتحِق كل الفتيات بالمدرسة). |
| —ملالا يوسفزي كتاب أنا ملالا |

في يوم الثلاثاء الموافق 9 أكتوبر 2012 قامَ شخصٌ مُسلحٌ مِن طالبان باكستان بإطلاق النَّار على ملالا وهي عائدةٌ للبيت في حافلةِ المدرسة بَعد تقديمها لأحد الاِمتحانات. وصَرَخَ المُسلح المُلَثَّم «مَن فِيكُنَّ ملالا؟ اِرفعوا صوتكم، وإلا سأطلِقُ النَّار عليكم جميعاً»، وجَهنَ الطالباتُ أنظارهنَّ نَحوَ ملالا وكانت الطالبة الوحيدة التي لم تَضع غطاءً على الوجه، أخرجَ مُسدساً وأطلق ثلاث رصاصات أصابت إحداها طرف رأسها وخرجت لَكَتِفِها. وأصابت الطلقتان الأخرتان الكتف الأيسر للطالبة شادية رمضان، واليد اليُمنى للطالبة كاينات رياض. بعد الحادث كانت حالتَهُما الصِّحِّيَة مُستقرة بشكل كافٍ للتصريح عن الهجوم للصحفيين.
اِنطلق سائقُ الحافلةِ عثمان بهاي جان مُسرعاً نَحوَ مستشفى سوات المركزي، وعَمّت حالةٌ من الفزع داخِل الحافلة وكانت ملالا مُغماً عليها على حِجْرِ صديقتها منيبة، والدماء تَسيلُ من رأسها. اِكْتظّ المستشفى سريعاً بالصحافةِ والجيش، ثم تمَّ نَقلُها بطائرةٍ مروحية إلى مستشفى عسكري في بيشاور، وأُدخِلت العناية المركّزة عند الساعة الخامسة مساءً من نفسِ يوم الحادثة.

### الحالة الصحية

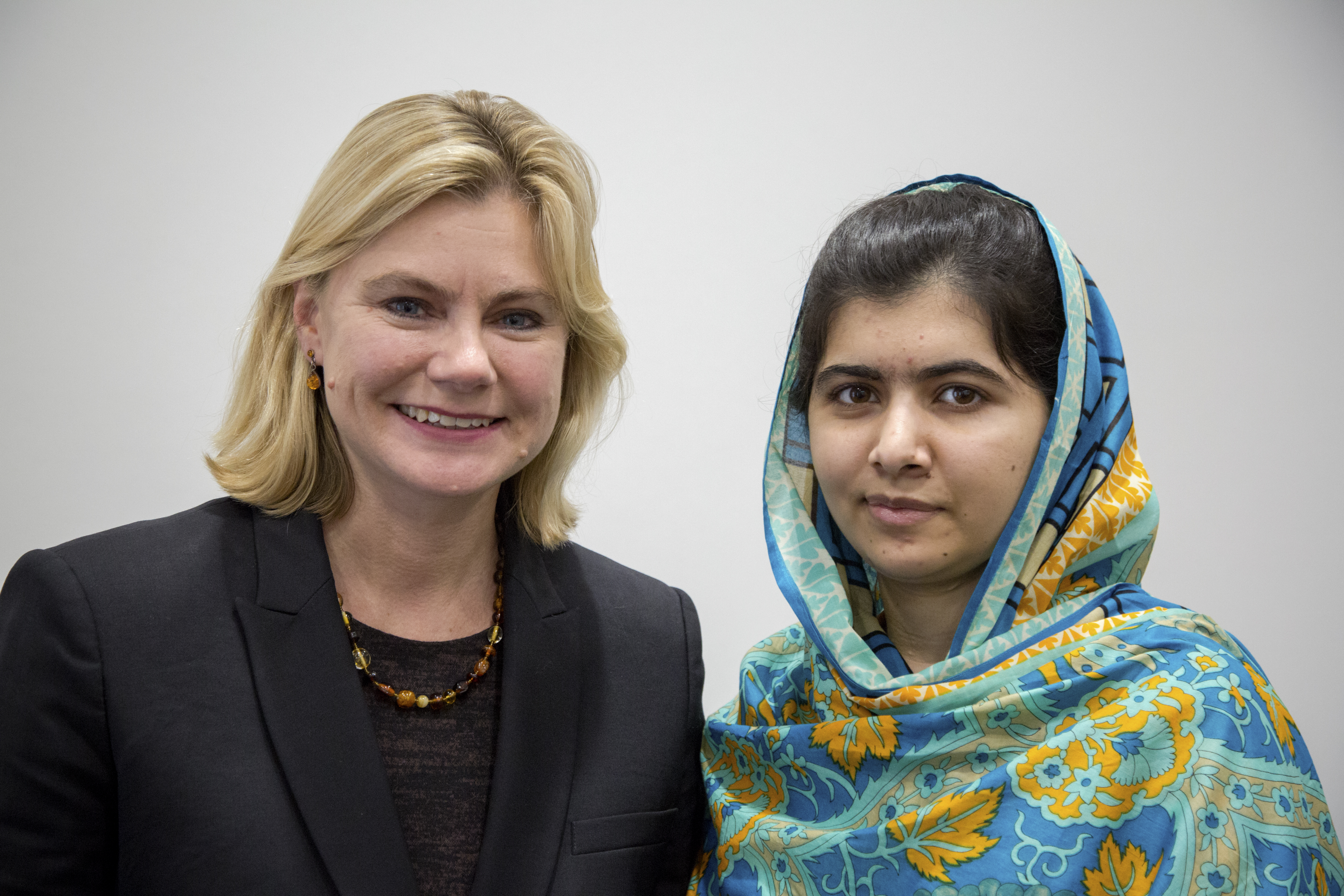
ملالا يوسفزي الحائزة على جائزة نوبل للسلام في مقابلة مع جستن جريننج وزيرة التنمية الدولية البريطانية

بعد عملية اِطلاق النار نُقِلت ملالا جواً إلى مستشفى بيشاور العسكري، وتم تشخيص حالتها بشكل أخطر مما كان متوقعاً، وقال الدكتور العقيد جُنيد وهو المُشرف على ملالا بالمستشفى العسكري "أن الرصاصة اقتربت من المخ بشكل كبير، وأن جُسيمات عظمية دقيقة دمرت غشاء المخ. أدى ذلك لارتجاج الدماغ وتورّمه شيئاً فشيئاً؛ حيثُ أُجبِر الدكتور جُنيد وفريقه الطِبّي على بدأ عملية جراحية بعد تورم الجزء الأيسر من دماغها، والذي كان قد تضرر جراء الرصاصة التي قد مرت من رأسها. بعد خمسة ساعات من العملية التي بدأت الساعة 1:30 صباحاً اِسْتأصَلَ الأطباء بنَجاح الرصاصة التي استقرت في كَتِفها الأَيسَر بالقرب من العمود الفقري. وقاموا بعملية إزالة الضغط بنقب الجمجمة، حيث تم إزالة (8-10 سم²) من الجزء العُلوي الأيسر من الجمجمة للسماح للدماغ بالتورم دون ضَغط، ثُم وضع قِطعة العظم في نسيج تحت الجلد الموجود على يَسار بَطنها لحفظها، كما تم فَتح ثُقب في القصبة الهوائية خِشية أن يُعوق التورم مَجرى التنفس، وأُزيلَت أيضاً تَجلُطات دَموية كانت مَوجودةً في المخ. وكان قرار إجراء العملية ناجحاً وشُجاعاً من الدكتور جُنيد، وتم اعتباره المُنقذ الأول لحياة ملالا لاحقاً. في اليوم التالي استطاعت ملالا تحريك ذراعِها، لكن تم وضعها بإغمائة مصطنعة لأن استعادة الوعي قد تزيد تورم الدماغ.
في اليوم الثالث من الحادثة 11 أكتوبر 2012، قال الدكتور ممتاز خان أحد المشرفين على ملالا أن لديها فرصة 70% للنجاة من الموت. وقام الجنرال كياني قائد الجيش الباكستاني بزيارة ملالا وعائلتها واطمئن على صِحتها، كما زارها لاعب الكريكت عمران خان، وميان افتخار حسين وزير الإعلام، ورئيس حكومة خيبر بختونخوا حيدر هوتي. وزارها أيضاً طبيبان بريطانيان الدكتور «جاويد كياني» والدكتورة «فيونا رينولدز» قادمان بمروحية من روالبندي حيثُ كانا بمهمة استشارية لمشروع زراعة الكبد، وطُلِب مِنهما تقييم حالةِ ملالا الصِّحيّة، وقرروا بالاشتراك مع الأطباء الباكستانيين نَقل ملالا لمعهد القوات المسلحة لأمراض القلب في راولبندي. وذلك بسبب تدهور حالة ملالا الصِّحية واصابتها بتخثر منتشر داخل الأوعية الدموية، وانخفاض ضغط الدم، وارتفاع درجة حموضة الدم، بالإضافة لتورم وجهها واصابتها بخللٍ بالرئة والكلى. واشرفت الدكتورة فيونا على نَقل ملالا إلى روالبندي بالطائرة المروحية. وضع المستشفى بحالة إغلاق تام، وأصبح تحت حِراسة كتيبة جنود كامِلة.
وقال وزير الداخلية الباكستاني رحمن ملك بأنه سوف يتم نَقل ملالا لألمانيا، حيثُ يُمكنها هناك الحصول على علاج أفضل، وبشكل سريع لأن حالتها الصحية تسمح لها بالسفر. وأعلن أن فريق طبي كامل سوف يسافِرُ معها، وأن الحكومة ستتحمل نفقات علاجها. قام الأطباء في 13 أكتوبر بتقليل كمية تخدير ملالا، وقامت بتحريك أطرافها الأربعة.
تقدم لملالا عروض عِلاج من جميع أنحاء العالم، أهمها الولايات المتحدة فقد عَرَض مستشفى جونز هوبكنز أن يوفر العلاج مجاناً، كما عَرَض السِناتور جون كيري المساعدة وكذلك عضو الكونغرس غابرييل جيفوردز. كما جاءت العروض من ألمانيا وسنغافورة والإمارات وبريطانيا. لكن قائد الجيش الجنرال كياني كان مُصِّراً على عدم إشراك الأمريكيين في الأمر بسبب تدهور العلاقات بين البلدين آنذاك، وقد تم اتخاذ قرار نقلها لمستشفى الملكة إليزابيث برمنغهام. أما عملية نَقل ملالا من باكستان لبريطانيا فَتَكلّفت بِهِ دولة الإمارات، في 15 أكتوبر الساعة 5:00 صباحاً نُقلت تحت حراسة أمنية مُشددة للمطار حيث طائرة الإسعاف الإماراتية بالإنتظار، وكانت تَضم الطائرة مستشفى مُزود بفريق تمريض أوروبي يقوده طبيب ألماني. هبطت طائرتها في أبو ظبي للتزود بالوقود ثم أكملت الطريق نحو برمنغهام في انجلترا حيثُ أُدخلت مستشفى الملكة اليزابيث، وهو واحد من المستشفيات المتخصصة بعلاج العسكريين الجرحى في النزاعات. ووفقاً لحكومة المملكة المتحدة فإن الحكومة الباكستانية تدفع جميع تكاليف النقل والهجرة والخدمات الطبية والإقامة والمعيشة لملالا ومرافقيها.
أخيراً، أفاقت ملالا من الغيبوبة في 17 أكتوبر 2012 بعد أسبوع من الحادثة، وكانت تستجيب للعلاج بشكل جيد، وقِيل أن لَديها فُرصة جيدة للشِفاء بشكلٍ كامل دون أي تلف دماغي. وكانت تتواصل مع من حولها من خلال الكتابة على الأوراق لعدم قدرتها على الكلام. ثُم أعلن عن استقرار حالتها الصحية في 20 و21 أكتوبر، لكن كانت ماتزال تصارع الإلتهابات الحادة، كما أنها استعادت صوتها. وكانت قد التقطت صوراً فوتوغرافية وهي على سريرها.
غادرت ملالا المستشفى في 3 يناير 2013، من أجل مواصلة إعادة التأهيل في منزل عائلتها المؤقت في ميدلاند الغربية. وفي 2 فبراير من نفس السنة أجرت عملية جراحية لإعادة ترميم الجمجمة وزراعة القوقعة، واستمرت العملية 5 ساعات، وأعلن عن نجاحها فيما بعد.

### ردود الفعل

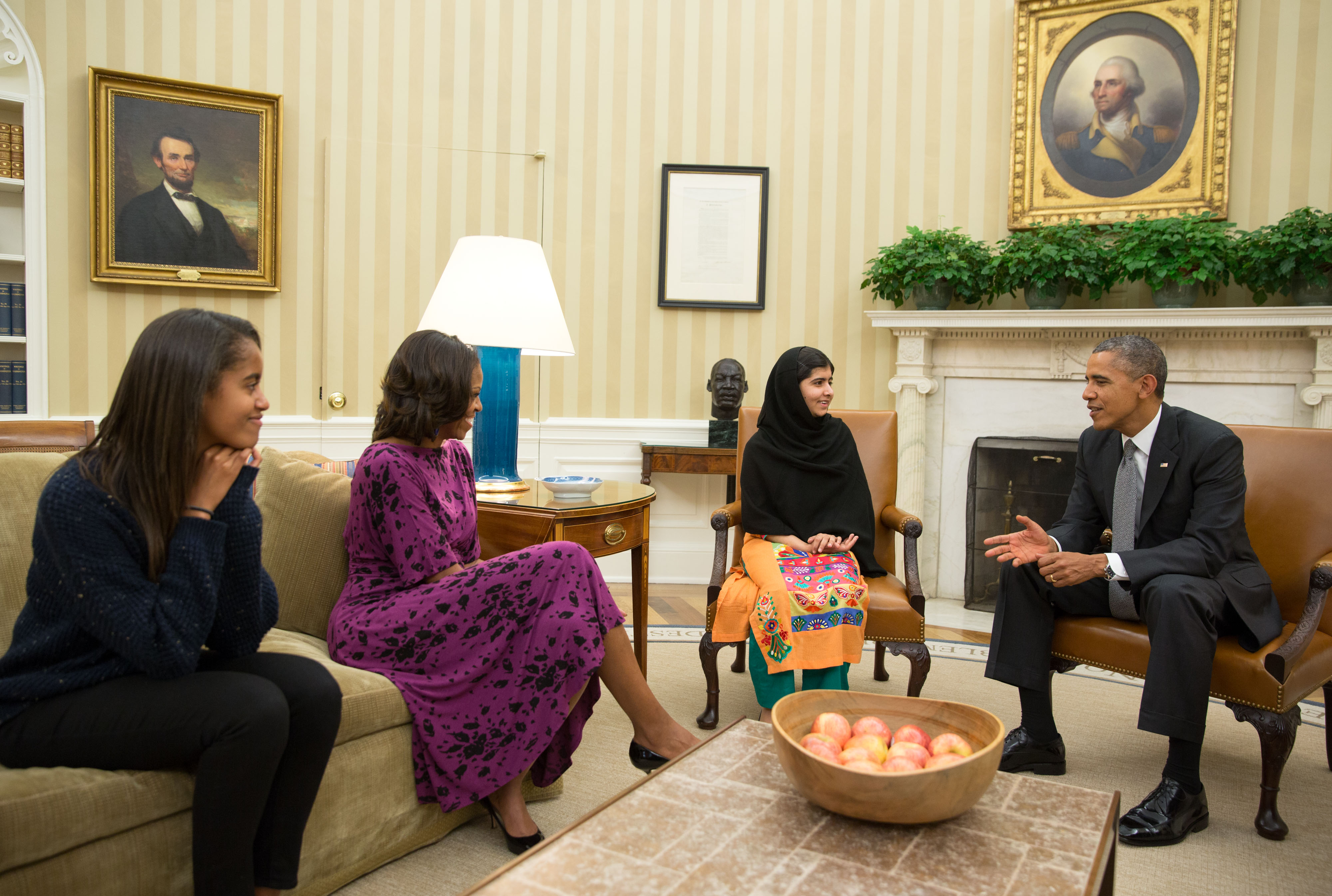
باراك أوباما وزوجته ميشيل أوباما وابنتهم ماليا بمُقابلة ملالا يوسفزي في المكتب البيضاوي في 11 أكتوبر 2013

حَظِيت مُحاولة الاِغتِيال على تَغطِيةٍ إعلامية واسِعةً من جميعِ أنحاءِ العالم، ونَالَت القضِيَّة تعاطفاً واستياءً عالَمِيَّان. ونُظمت اِحتِجاجات ضِدَّ الحادِثة في عددٍ من المُدُن الباكستانية بعد يومٍ من الحادثة، ووقَّعَ أَكثرُ مِن مليوني شخصٍ على عرِيضةٍ للمُطالبة بحقّ التَّعليم للأطفال، الأمر الذي أدى للمُصادقة على أول قانونٍ لحقوقُ التَّعليمِ في باكستان. وقَدَمَ مسؤولون باكستانيون مُكافأَةً بقِيمةِ 10 ملايين روبيةٍ (105,000 $) لأيِّ شخصٍ يُدلي بمعلوماتٍ تؤدي للقبضِ على المهاجمين. وبعد مخاوف على حياة والد ملالا ضياء الدين، قال ضياء الدين: «نحن لن نتركَ بلدنا، إذا بقِّيت ابنتنا على قَيد الحياةِ أم لا. لدينا أَيديُولوجيَّة تدعو للسّلام. وطالبان (باكستان) لا يُمكن أن توقِف كل الأصوات المُستقِلَّة من خلال قوة السلاح.»
وصف الرئيس الباكستاني آصف علي زرداري محاولة الاغتيال بالهجمة على «الشعوب المتحضّرة». فيما أمر الرئيس آصف علي زرداري بتوفير العناية الطبية اللازمة لملالا ووصف الهجوم عليها بالجبان. كما أصدر البرلمان الباكستاني قراراً بالإجماع يُدين استهداف ملالا. وقال أمين عام الأمم المتحدة بان كي مون عن عملية اطلاق النار «إنه عمل شنيع وجبان». كما وصف الرئيس الأمريكي باراك أوباما الحادث «بالمستهجن والمثير للاشمئزاز والمأساوي». في حين نددت وزيرة الخارجية الأمريكية هيلاري كلينتون بالحادث، وقالت: «لقد كانت ملالا في غاية الشجاعة بدِفاعها عن حُقوق الفتيات بالتعليم، وأنه يَنبغي أن يكون هُناك دعوة للعمل من أجلِ حُقوق النساء والفتيات». وعَلق وزير الخارجية البريطاني ويليام هيغ على الحادِث واصفاً إياهُ بالهَمَجيّ وقال: «صَدَم باكستان والعالم».
المُغنية الأمريكية مادونا خَصصت لملالا أغنية هيومان ناتشر (طبيعة البشر) في حفل لوس أنجلوس يوم الهجوم، كما وضعت وشماً مؤقتاً لملالا على ظهرها. وكتبت الممثلة الأمريكية أنجلينا جولي مقالة تشرح لأطفالها عن هذا الحادث، وطَلبت منهم الإجابة عن اسئلة طرحتها مِثل «لماذا يَعتقد هؤلاء الرجال أَنه يجب عليهم قتل ملالا؟». كما أرسلت برسالة خاصة لملالا وهي في المستشفى، ولاحقاً تبرعت جولي لمؤسسة ملالا بمبلغ 200,000 $ لصالح تعليم الفتيات. وكتبت السيدة الأولى للولايات المتحدة سابقاً لورا بوش مقال افتتاحي في صحيفة واشنطن بوست والتي كانت عن مقارنة بين ملالا وكاتبة يوميات الهولوكوست آن فرانك. وأعلن المخرج الهندي أمجد خان عن نِيته إنتاج فيلم يتحدث عن السيرة الذاتية لملالا يوسفزي. ودَعَمَّت الفنانة الأمريكية بيونسيه ملالا بوضع صور لها عبر فيسبوك تشجيعاً لها، وأرسلت سيلينا غوميز تغريدة عن ملالا عبر موقع تويتر.
أعلن المتحدث باسم طالبان باكستان إحسان الله إحسان مسؤولية التنظيم عن العملية وقال: «هي رمز الكفر والفحشاء»، مهدداً إذا بقيت على قيد الحياة ستقوم مجموعة أخرى باستهدافها من جديد. وأضاف أن سبب اغتيالها هو دفاعِها عن العلمانية، وأن المستهدف ليس النساء بل إن كل من يقود حملة ضِدَّ الإسلام والشريعة يُقتل، موضِّحاً أن سِنَّ ملالا ليس دِافعاً للرأفة بِها. واتهموا والد ملالا بعمل غسيل دماغ لإبنته لملالا حيثُ قالوا: «حذرناه مِراراً لوقف ابنته عن استخدام لغة قَذِرة ضِدُّنا، لكِنَه لم يستمع وأجبرنا على فعل هذه الخطوة القاسية». بررت طالبان (باكستان) هجومها على ملالا بأنه من أوامر القرآن، وأن الشريعة أمرت بقتل حتى الأطفال إذا انتقدوا الإسلام على حد وصفها.‏
في 12 أكتوبر 2012 أصدرت مجموعة مكونة من 50 شيخ في باكستان فتوى ضِدَّ مُسلحي طالبان باكستان الذين حاولوا قتل ملالا. واستنكر علماء الدين الإسلامي في مجلس اتحاد علماء المسلمين السنة المحاولات التي تقوم بها حركة طالبان الباكستانية من أجل وضع تبريرات دينية لإطلاق النَّار على ملالا وزميلتِيها.
على الرغم من إدانة الهجوم بشدة في باكستان، إلا أن بعض الأحزاب السياسية الصغيرة والجماعات المتطرفة أطلقت تنبؤات بوجود نظرية المؤامرة في حادثة اغتيال ملالا، مثل إشاعة قِيام وكالة المخابرات المركزية بإطلاقِ النَّار على ملالا لتوفير ذريعة لاستمرار الهجمات بالطائرات بدون طيار. ووصفت حركة طالبان باكستان ملالا بالجاسوسة الأمريكية. أما الدكتورة رحيلة قاضي وهي عضو في البرلمان الباكستاني وصفت ملالا بالعميلة الأمريكية، وكانت تعرِض لها صوراً وهي بجوار السفير الأمريكي في باكستان ريتشارد هولبروك كدليل على خيانتها.
قامَ تلاميذ مدرسة خوشحال (مدرسة ملالا) على تكريمها بشكلٍ غَيرُ علَّني بسبب المخاوف الأمنية على الطلاب، وقالت مديرة المدرسة مريم خالد: «لقد أَقمنا صلاة خاصة من أجل الدعاء لملالا، وأضئنا لها الشموع».

### عريضة الأمم المتحدة

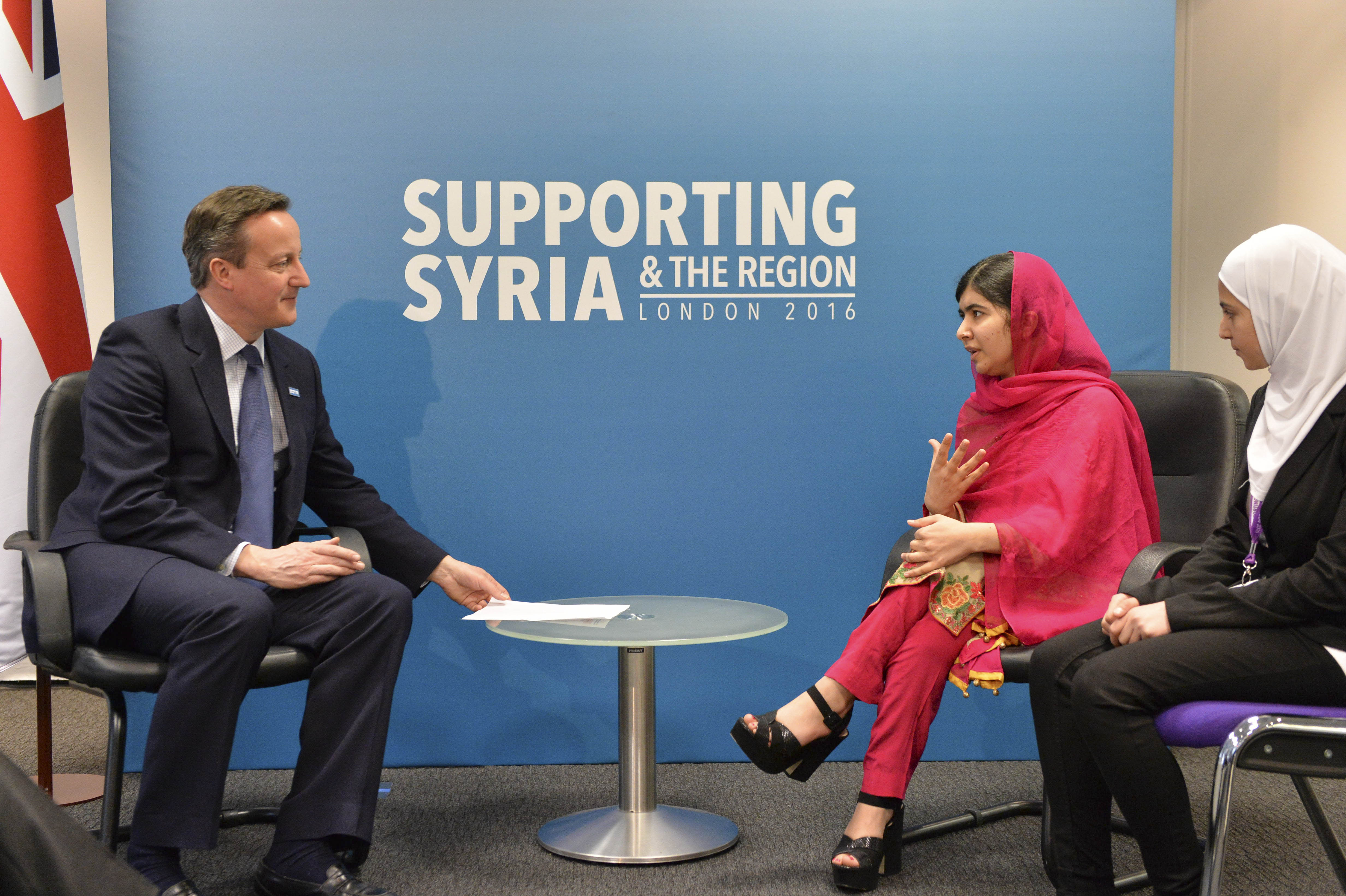
ملالا يوسفزي في مقابلة مع ديفيد كاميرون في مؤتمر دعم سوريا والمنطقة في فبراير 2016

زار المبعوث الخاص للتعليم العالمي في الأمم المتحدة ورئيس وزراء المملكة المتحدة السابق جوردون براون ملالا بالمستشفى في 15 أكتوبر 2012، وأطلق عريضة باسمِها من أجل دعمها. وباستخدام شعار «أنا ملالا» كان الهدف الرئيسي من العريضة أن لا يكون هُناك أي طفل خارج المدرسة بحلول عام 2015، مع آمال لذهاب جميع الفتيات من أمثال ملالا في كل مكان بالعالم إلى المدارس قريباً. وقال براون أنه سيسلم العريضة للرئيس زرداي في اسلام أباد بحلول نوفمبر.
العريضة تحتوي على ثلاث مطالب:
- دعوة باكستان للموافقة على خطة لتوفير التعليم لكل طفل.
- دعوة جميع الدول إلى حظر التمييز ضد الفتيات.
- دعوة المنظمات الدولية لضمان توفير التعليم لـ61 مليون طفل حول العالم بحلول نهاية 2015.[111]

### التحقيقات الجنائية، اعتقالات، أحكام البرَّاءة
بعد عملية اطلاق النار صَّرح وزير الداخلية الباكستاني رحمن ملك أنه تم تحديد الشخص الذي أطلق النار على ملالا. وذكرت الشرطة أنه «عطا الله خان» الذي يبلغ من العمر 23 عاماً، وهو طالب دراسات عليا بتخصص الكيمياء، وكان مُسلحاً وقت الهجوم. وذُكِرَ في يوليو 2013 أنه لايزال طليقاً.
اعتقلت الشرطة 6 أشخاص لتورطهم بالهجوم، وأطلقت سراحهم فيما بعد لعدم كفاية الأدلة. وحتى 7 نوفمبر 2012 أعلن أن الملا فضل الله قائد طالبان باكستان الذي أمر باغتيال ملالا مختبئ في شرق أفغانستان من قِبل مصادر أمريكية هُناك.
في 12 سبتمبر 2014 قال المتحدث باسم الجيش الباكستاني الجنرال عاصم سليم باجوه خلال مؤتمر صحفي بإسلام اباد، أنه تم اعتقال 10 مسلحين يُشتبه في تورطهم بالهجوم على ملالا، وقال أنهم أعضاء في جماعة «الشورى» وهي أحد أفرع حركة طالبان (باكستان). وأضاف بأنه تم اعتقال أحدهم وهو اصرار رحمن وبناءً على المعلومات التي تم الحصول عليها منه أثناء التحقيق أُلقي القبض على جميع الأفراد الآخرين، وكانت عملية مشتركة بين الاستخبارات والشرطة والجيش.
في 30 أبريل 2015 حُكم على الأشخاص الذين تم اعتقالهم بالسجن المؤبد من قِبل قاضي مكافحة الإرهاب محمد أمين كندي، مع فرصة إعادة التأهيل للإفراج المشروط بعد 25 عاماً. أما مُطلق النار المباشر لم يتم إلقاء القبض عليه، وأفادت السلطات أنه فر إلى الجانب الآخر من الحدود إلى أفغانستان، حيثُ لجأ لعدد كبير من عناصر طالبان باكستان. في يونيو 2015 تم الكشف عن تبرئة 8 من بين العشرة الذين تم اعتقالهم،  ويزعم الحكم الذي اصدرته المحكمة، والذي تم الاطلاع عليه لأول مرة بعد نحو شهر من المحاكمة السرية، أن الرجلين اللذين أدينا هما اللذان أطلقا النار على ملالا. وكان قِيل سابقاً إن الرجلين اللذين اطلقا النار والرجل الذي أصدر الأوامر بشن الهجوم فروا إلى أفغانستان. وقال منير أحمد المتحدث باسم المفوضية العليا لباكستان في لندن إن الرجال الثمانية برئوا لعدم كفاية الأدلة. واتضحت تبرئة المتهمين بعد أن حاول مراسلون من صحيفة ديلي ميرور اللندنية الوصول إلى العشرة في السجون الباكستانية.

## تواصل نشاط ملالا
| لا تأتِّي التَّقالِيد مِنَ السَّماء، ولا يُرسلها الله. نحن من يَصنع الثقافات ولنا الحقُّ في تّغيِيرها، ونحن يجب أن نغييرها. |
| —ملالا يوسفزي في مؤتمر الفتاة في لندن                                                                        |

تحدَّثت ملالا يوسفزي أمام اِجتِماع الأمم المتحدة في يوليو 2013، والتَقَت المَلِكة إليزابيث الثانية في قصر بكنجام. وفي سبتمبر تحدثت في جامعة هارفارد، وفي أكتوبر قابلت رئيس الولايات المتحدة باراك أوباما وعائلته، وخلال المُقابلة واجهته بأسلوبِه في اِستِخدام الهجمات بالطائرات بدون طيار في بلدها. وفي ديسمبر ألقت خِطاباً في اتحاد أكسفورد. في يوليو 2014 تحدثت في قمة الفتاة في لندن، ودعت لحقوق الفتيات فيها. في أكتوبر 2014 وبعد حُصولها على جائزة أطفال العالم لحقوق الطفل في ماريفريد في السويد، قامت بالتَّبرع بمبلغ 50,000 $ من خلال وكالة الغوث الدولية (الأنوروا) للمساعدة في إعادة بِناء 65 مدرسة في غزة.
| العديد من الضحايا الأبرياء قتلوا خلال هذه الأعمال، مما أدى لاِستِياء الشعب الباكستاني مِنها. إذا أعدنا تركيز جهودنا على التعليم سوفَ يكون لها تأثيرٌ كبير. |
| —ملالا تعبر عن قلقها لباراك أوباما من الهجمات الأمريكية بالطائرات بدون طيار                                                                           |

### تمثيلها بالوكالة
رتب رئيس وزراء بريطانيا السابق جوردون براون ظهور ملالا في الأمم المتحدة في يوليو 2016. وقام براون أيضاً بالطلب من مستشارة شركة ماكنزي شيزا شهيد، وهي صديقة مقربة لعائلة يوسفزي، لإدارة الصندوق الخيري لملالا، والذي حصل على دعم الممثلة الأمريكية أنجلينا جولي. كما أن نائبة رئيس غوغل ميغان سميث كانت ضمن أعضاء الصندوق.
في نوفمبر 2012 بدأت مؤسسة إيدلمان الإستشارية العمل لصالح ملالا على أساس تطوعي، وتقديم وظيقة مكتب صحفي لملالا. ويعمل بالمكتب خمسة أشخاص، يرأسها كاتب الخطابات جيمي لوندي. واستمرت شركة ماكنزي بتقديم المساعدة لملالا.

### يوم ملالا

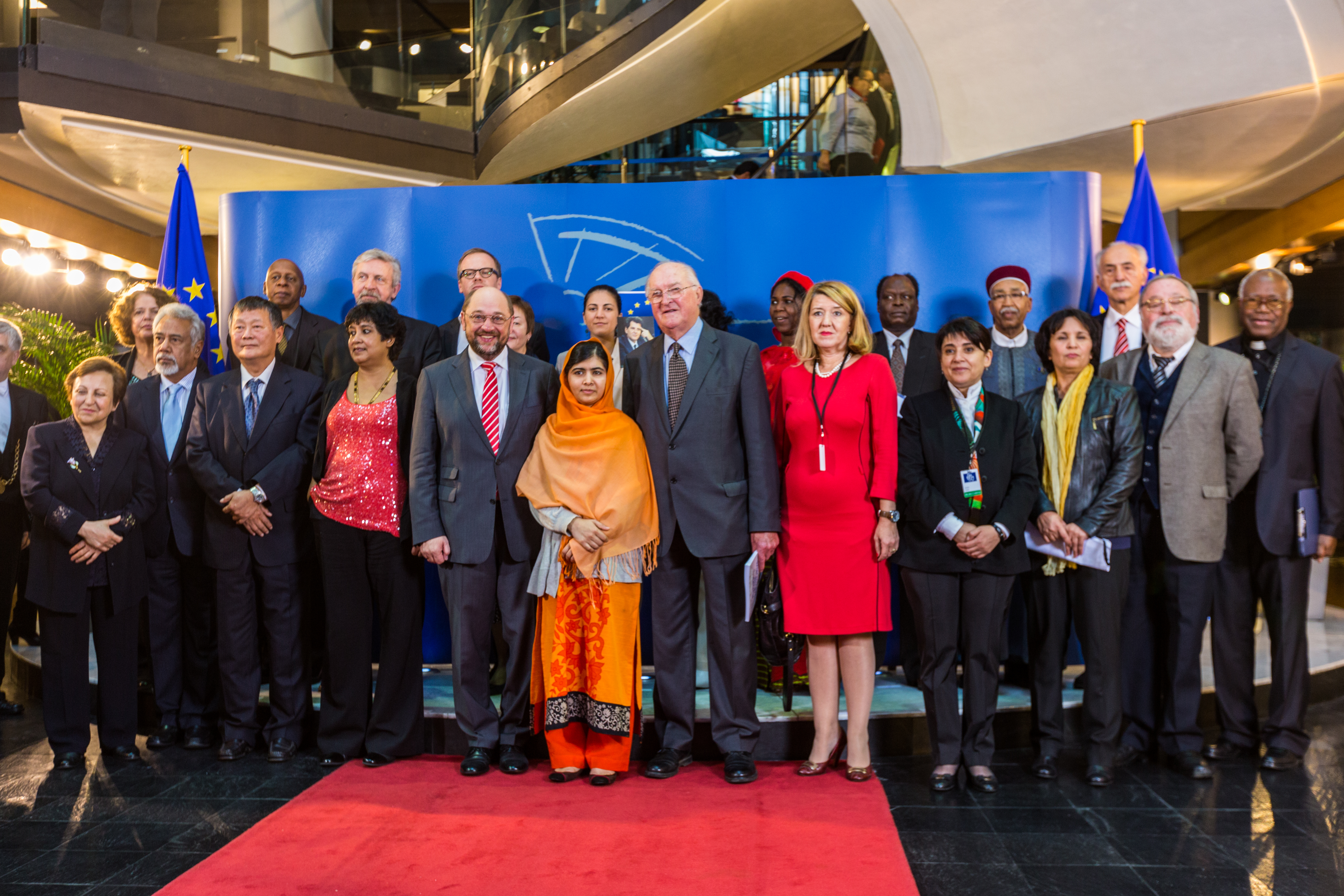
ملالا في زيارة خاصة لستراسبورغ في نوفمبر 2013

في 12 يوليو 2013 وفي عيد ميلاد ملالا الـ16، تحدَّثت في الأُمم المُتَّحدة لِلدَّعوَةِ لدعم التَّعليم في جميع أنحاء العالم. لتُطلق الأُمم المُتَّحدة على هذا اليوم اِسم «يوم ملالا». حيثُ كان أول خطاب علني لها بعد الحادث الذي تعرضت له، مِمَّا جعلها تتولَّى قيادة الشَّباب في الأُمم المُتَّحدة، وجاءت كلمة ملالا أمام أكثر من 500 طالباً وطالبة من أنحاء العالم، بحضور الأمين العام للأمم المتحدة بان كي مون، خلال اِجتماع «الجمعيَّة العامَّة للأمم المتحدة للشباب»، بدعم من مبادرة الأمين العام الأولى للتعليم العالمي.
| ملالا يوسفزي                       | اِعتقد الإِرهابيُّون بأنّهم سيغيِّرون أهدافي وبأنّهُم سَيوقِفونَ طموحاتي، لكنَّ لا شيء تغير في حيَّاتي إلا هذا: الضعف والخوف واليأس ماتوا. وولِدَت القُوَّةُ والطَّاقَةُ والشَّجاعة... لَستُ ضِدَّ أي شخصٍ، ولست موجودةً هُنا للحَديثِ عن اِنتقام شخصي ضِدَّ طالبان (باكستان) أو أيُّ جماعةٍ إرهابيَّة أُخرى. أنا هُنا للتحدث عن حقّ التَّعليم لكل طفلٍ. أريد أن يحصل أبناء وبنات طالبان (باكستان) والإرهابيين جميعهم على التعليم. | ملالا يوسفزي |
| — من خطاب ملالا بمقر الأمم المتحدة | |              |

وصفق الحاضرون مطولاً لملالا ووقفوا تحية لها. ووصف بان كي مون ملالا بأنها «بَطلتُنا» خلال حديثه بنفس الجلسة. كما قال مبعوث الأمين العام للشباب أحمد الهنداوي عبر إذاعة الأمم المتحدة إنه احتفال يجمع شباباً من أكثر من 80 بلداً. وقدّمت ملالا أيضاً عريضة للأمين العام تدعو للمساعدة في إيصال جميع الأطفال في العالم خاصة الفتيات إلى المدارس بحلول عام 2015. وقالت لجمهورها من الشباب:
| ملالا يوسفزي                       | إِن مُناسبة عِيد ميلادي بالأُمَمِ المتَّحدة لم تَكُن لي فقط. بل لكل فتاةٍ أو فتاةٌ أعلَّت بصَوتِها من أَجل الحق بالتَّعلُّم | ملالا يوسفزي |
| — من خطاب ملالا بمقر الأمم المتحدة | |              |

لم تُعلق الحكومة الباكستانية على ظهور ملالا في الأمم المتحدة، مما أدى لردود فعلٍ غاضبة اِتِّجاه الحكومة من الصحافة المحلية ومواقع التواصل الاجتماعي.

### جائزة نوبل للسلام

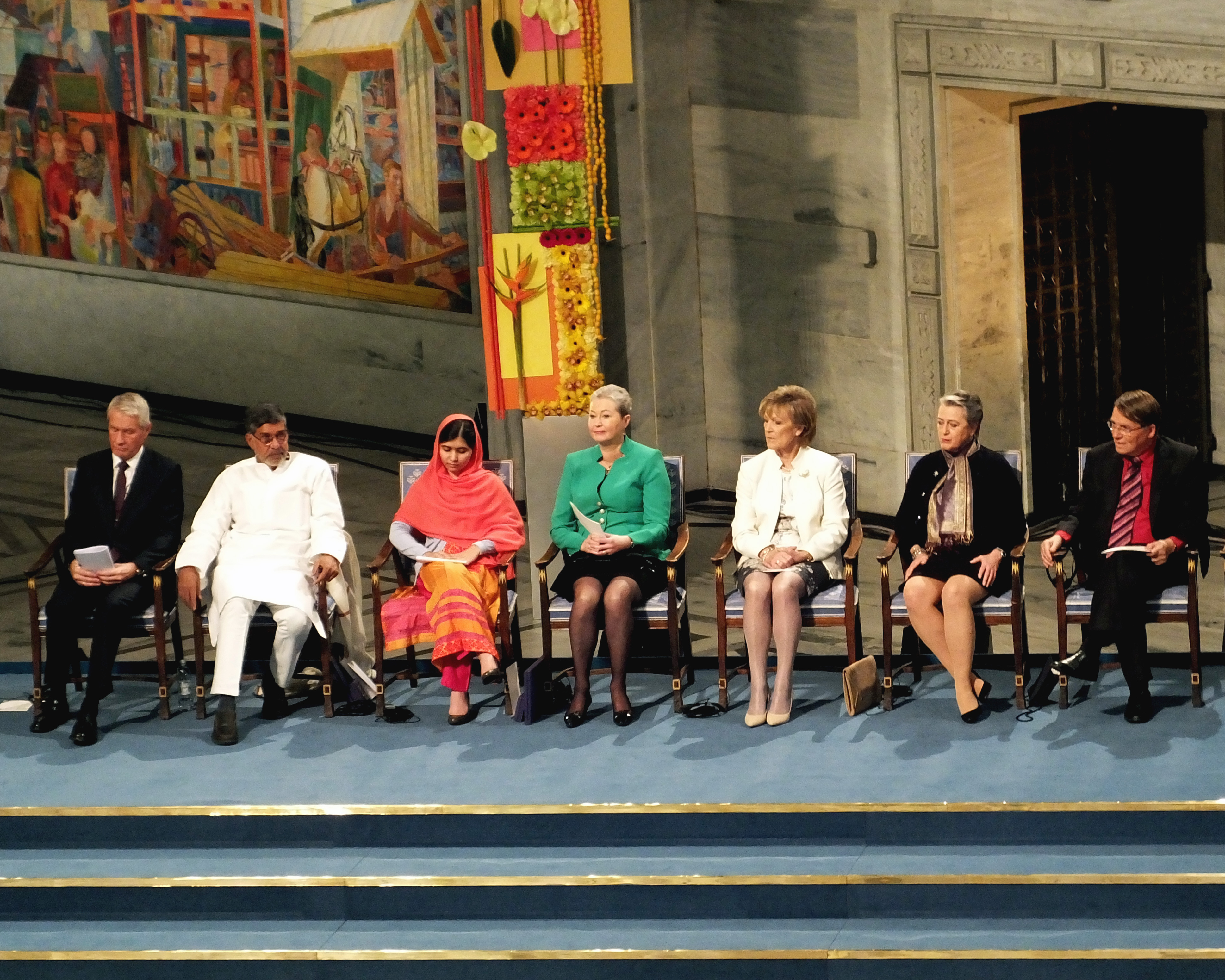
مراسم تقديم جائزة نوبل لملالا يوسفزي وكايلاش ساتيارثي

في 10 أكتوبر 2014 أُعلن عن فوز ملالا يوسفزي بجائزة نوبل للسلام لسنة 2014، لكفاحها من أجل حصول الفتيات على حقهم بالتعليم. واعتُبرت أصغر حاصِّلة على جائزة نوبل في العالم، حيثُ كانت تبلغ من العمر 17 عاماً. وكانت ملالا قد حصلت على الجائزة مناصفةً مع الناشط الهندي كايلاش ساتيارثي لدفاعه عن حقوق الطفل. وتعتبر ثاني شخصية باكستانية تحصل على جائزة نوبل، بعد عالم الفيزياء محمد عبد السلام الذي حصل سنة 1979 على جائزة نوبل للفيزياء. لكنها الباكستانية الوحيدة التي فازت بجائزة نوبل للسلام.
لاقى منح ملالا الجائزة ترحيباً دولياً، لكن كان هُناك بعض الاستنكار من منح الجائزة لها. علق الباحث القانوني فريديريك هيرفيمل على ملالا بالجائزة: «هذا ليس للأشخاص الجيّدين الذين قاموا بأعمال لطيفة أو اسعادهم لتلقيها. كل ذلك غير مهم. ما أريده للجائزة أن تشجع العالم على نزع السلاح».
قاطع شاب مكسكي صغير حفل تقديم الجائزة لملالا، احتجاجاً على حادثة الخطف الجماعي للطلاب في إغوالا 2014 في المكسيك، لكنه أُبعد سريعاً من قِبل أفراد الأمن. ملالا تعاطفت مع الحادثة في وقت لاحق، وأقرت بوجود مشاكل للشباب في جميع أنحاء العالم، وقالت: «هناك مشاكل في المكسيك، مشاكل في اميركا، وحتى في النرويج، لذلك من المهم حقاً رفع الأطفال لصوتهم».

### مدرسة للاجئين السوريين والاستثمار بالتعليم
في 12 يوليو 2015 وبعيد ملالا الـ18، افتتحت ملالا مدرسة في منطقة سهل البقاع في لبنان للاجئين السوريين. حيثُ قامت مؤسسة ملالا غير الربحية برعايتها. وتقوم المدرسة بتقدم التعليم والتدريب لأكثر من 200 فتاة من سن 14 إلى 18 سنة.
دَعت ملالا زعماء العالم للاستثمار في «الكتب وليس طلقات الرصاص». واضافت ملالا في كلمة لها أمام ممثلين عن 40 دولة في قمة للتعليم عقدت في العاصمة النرويجية أوسلو: «مبلغ 39 مليار دولار سنوياً للتعليم قد يبدو رقماً هائلاً، ولكنه ليس في الواقع كذلك، حيث أنه يساوي ما ينفقه العالم على الأغراض العسكرية لمدة ثمانية أيام».

## الأعمال الأدبية والفنية

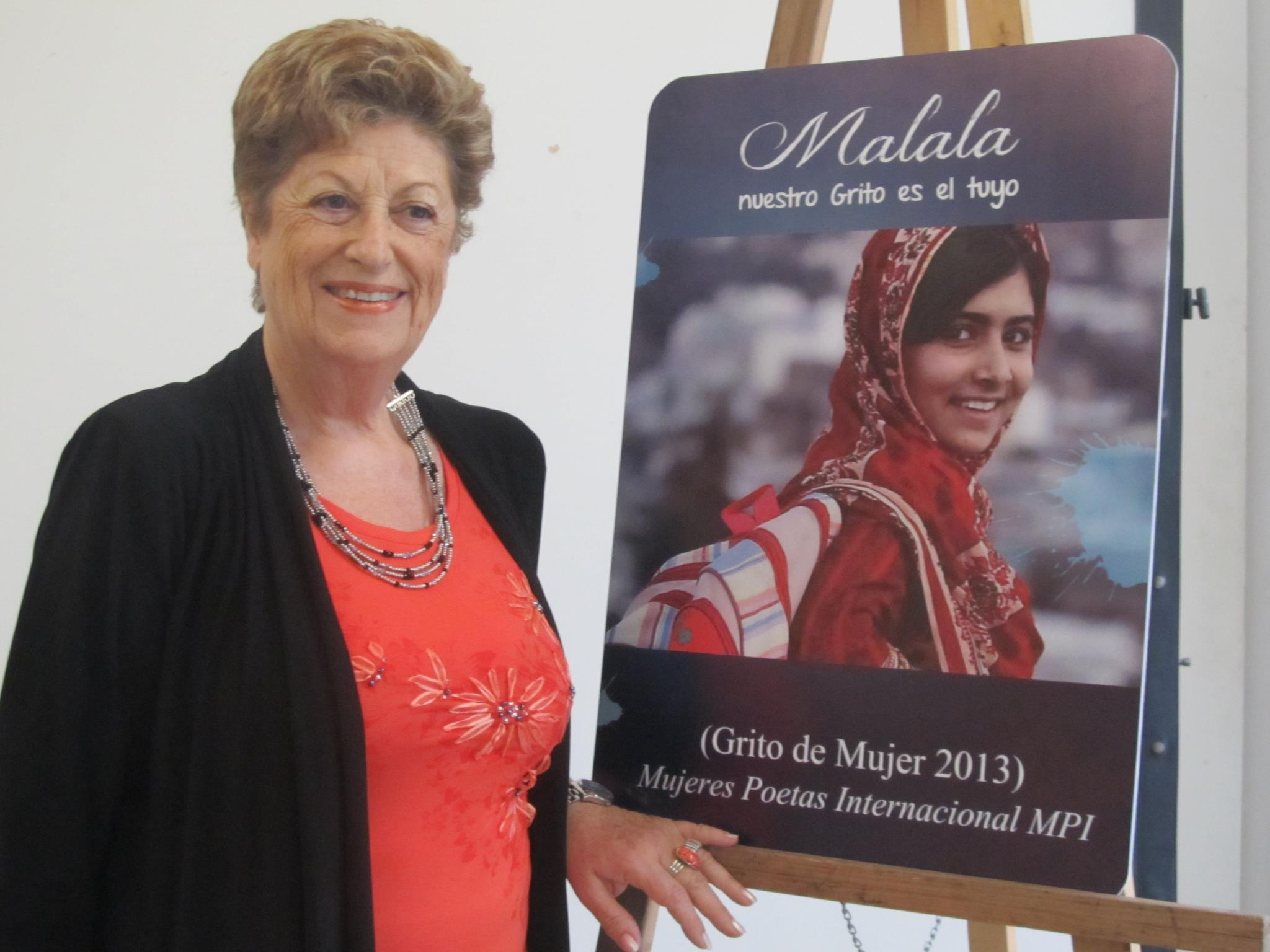
المهرجان الدولي للشعر في الأرجنتين سنة 2013، لتكريم ملالا يوسفزي

ألفت ملالا يوسفزي كتاباً عن مذكراتها اليومية بعنوان أنا ملالا: ناضلتُ دفاعاً عن حق التعليم وحاول طالبان (باكستان) قتلي بالاشتراك مع الصحفية الأمريكية كريستينا لامب، والتي تم نشرها في أكتوبر 2013 من قِبل شركة ليتل براون للنشر في الولايات المتحدة وشركة ويدنفيلد ونيكلسون في المملكة المتحدة. كما صدر مُترجماً للعربية عن المركز الثقافي العربي ودار سما للنشر بترجمة من أنور الشامي. وتذكر ملالا في الكتاب حِكايتها وحِكاية بلدها وتعاقب السلطات فيها، ومُحاولة تَعرضها لمحاولة اغتيال من قبل أحد مسلحي طالبان (باكستان)، ودورها في الانتصار لحق الفتيات في التعليم، وتحدي الجهل والتخلف. يحتوي الكتاب على خمسة أقسام بالإضافة إلى المقدمة والخاتمة، وكل قسم يحوي عدة فصول، الأقسام هي: "ما قبل طالبان (باكستان)"، "وادي الموت"، "ثلاث فتيات وثلاث طلقات"، "بين الحياة والموت"، "حياة ثانية". ووصفت صحيفة الغارديان الكتاب بـ"الشجاع" وذكرت "أن الكارهين وأصحاب نظرية المؤامرة سوف يفعلون معروفاً لو قرؤوا الكتاب". لكن الصحيفة انتقدت عدم دقة بعض الأرقام مثل مساحة زلزال كشمير 2005 حيث شبه الكتاب المساحة بولاية كونيتيكت الأمريكية. وأعطت مجلة انترتينمنت ويكلي الكتاب علامة "+B" وكتبت عنه "ملالا بشجاعة حرصت على بقاء صوتها رقيقاً نوعاً ما، وذلك بفضل شريكتها الكاتبة، لكن تبقى رسالتها القوية ثابتة.
اعتبرت اتحاد المدارس الخاصة الباكستاني، الذي يُمثل أكثر من 152 ألف مؤسسة في كافة أنحاء البلاد، أن السماح للتلاميذ بدراسة كتاب «أَنا ملالة» سيكون له تأثير سلبي عليهم، ويرى أيضاً أن هذا الكتاب مسيء للإسلام. كما اتهم رئيس الاتحاد ميرزا كاشف الكتاب بأنه متناقض مع العقيدة الإسلامية كما أنها دافعت عن الكاتب سلمان رشدي. رئيس تحرير صحيفة ذا نيوز انترناشونال أنصار عباسي تحدث عن كتابها قائلاً: «لقد وفرت للنقاد شيئاً 'ملموساً' لإثبات أنها 'عميلة' للغرب ضد الإسلام وباكستان».
نشرت طبعة من الكتاب للأطفال في سنة 2014 تحت عنوان أنا ملالا: كيف وقفت فتاة واحدة من أجل التعليم وتغيير العالم. الطبعة المسموعة من الكتاب روتها نييلا فاسواني، والتي فازت بجائزة غرامي لأفضل ألبوم موسيقي للأطفال سنة 2015.
في أبريل 2015 صَدَرَ فيلم وثائقي للمُخرج ديفيس غوغنهايم باسم سماني ملالا، والذي يَروي قصّة ملالا. تمَّ تَصوِيره في الولايات المتحدة والإمارات، والفيلم ناطق باللغة الإنجليزية وتمت ترجمته لعدة لغات منها العربية والفرنسية. حضرت ملالا وإيما واتسون العرض الافتتاحي للفيلم في مهرجان السينما في لندن. وقَامَت واتسون بِعَمَلِ حوارٍ مع ملالا حول المرأَة والتَّعليم، وعُرِض على ما يُقارِب مِن 80 دار عرض في مُختلف أرجاء المملكة المتحدة وشاهده ما يَقرُب من 10,000 طالباً ومعلماً.

## الاستجابة الإعلامية في باكستان
استقبل الإعلام الباكستاني أخبار ملالا يوسفزي بشكل مؤيد ومعارض معاً. الكاتب هوما يوسف في صحيفة داون (الفجر) الباكستانية لخص اعتراضات الشعب الباكستاني على ملالا في 3 نقاط: «شهرتها تُسلط الضوء على أكثر الجوانب السلبية في باكستان (التشدد الديني)؛ حملاتها التوعوية قريبة من الأجندات الغربية؛ اعتبار تعاطف الغرب معها على أنه نفاق للتغطية على ضحايا الضربات الجوية بدون طيار.» صحفي آخر من صحيفة دون هو كيريل ألميدا فقد ذَهَبَ باتجاه تعاطف عامة الشعب الباكستاني لطالبان باكستان، مُحملاً ذلك لفشل حكومة الدولة. ووصف الصحفي اسيد بيك ملالا بأنها استُخدِمت لتبرير الإمبريالية الغربية وقال: «هي مرشحة مثالية لتخفيف عِبء الرجل الأبيض وانقاذ بلادهم». واتهم ملالا أيضاً عبر مواقع التواصل الاجتماعي بأنها جاسوسة لوكالة المخابرات المركزية الأمريكية (CIA).
ومع ذلك حصلت ملالا على دعم بعض وسائل الإعلام المحلية. فرمان نواز كاتب عامود مستقل، يرى أن ملالا اكتسبت المزيد من الشهرة في باكستان لانتمائها لإقليم البنجاب. لم يُعطَ لرأيه أهمية في باكستان، لكن تم نشر آرائه في يومية أوتلوك الأفغانية.

## الجوائز

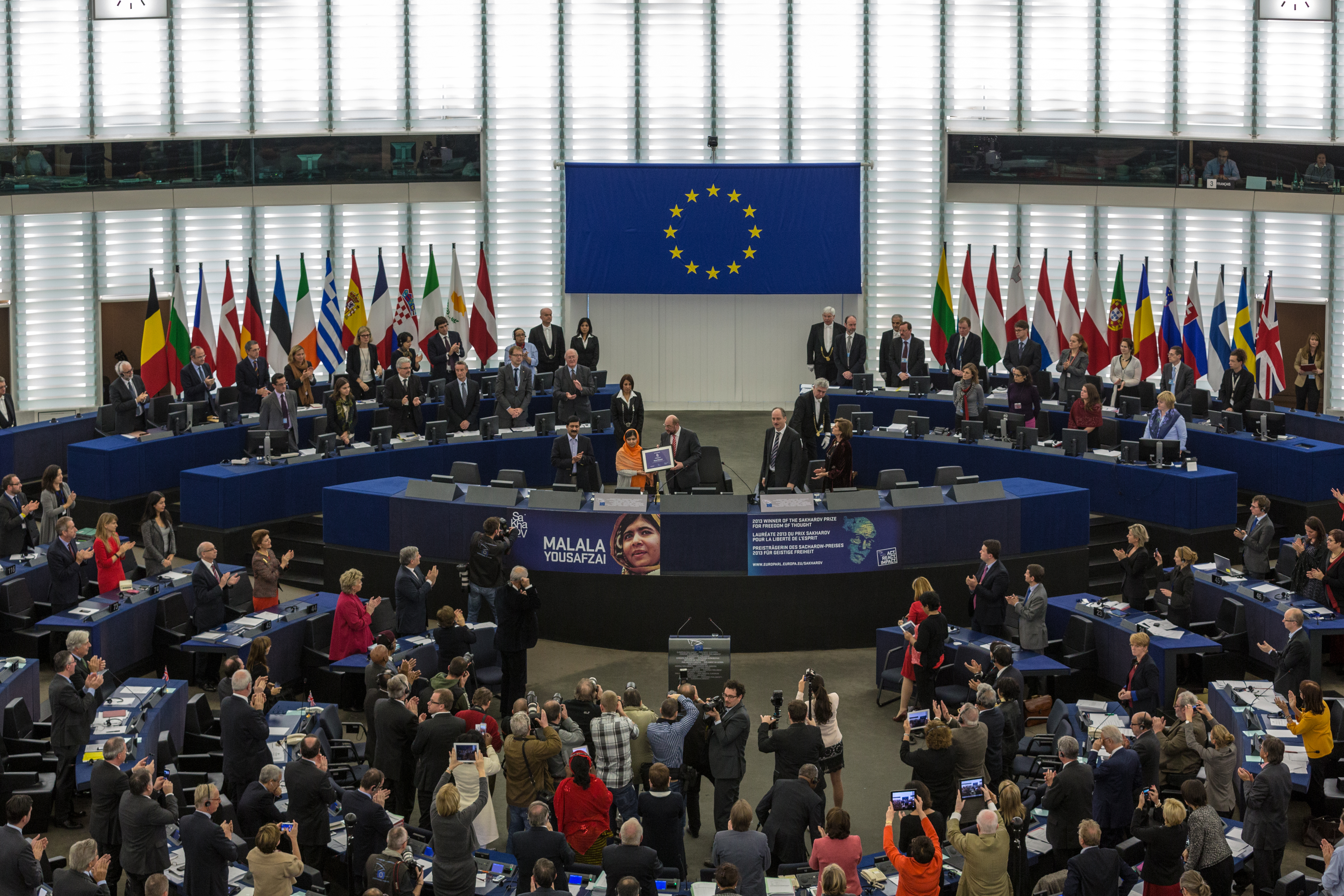
ملالا تُمنح جائزة سخاروف لحرية الفكر في البرلمان الأوروبي في نوفمبر 2013

مُنحت ملالا يوسفزي الجوائز الوطنية والدولية التشريفية التالية:
| التاريخ     | الجائزة                                                  | مانح الجائزة                             | البلد والمرجع    |
| ----------- | -------------------------------------------------------- | ---------------------------------------- | ---------------- |
| 2011        | جائزة السلام الدولية للأطفال (ترشيح)                     | مؤسسة حقوق الأطفال                       | هولندا           |
| ديسمبر 2011 | جائزة الشباب الوطنية للسلام (جائزة ملالا لاحقاً)          | الحكومة الباكستانية                      | باكستان          |
| يناير 2012  | جائزة آن فرانك للشجاعة الأدبية                           | مركز آن فرانك                            | الولايات المتحدة |
| أكتوبر 2012 | نجمة الشجاعة ثالث أعلى وسام مدني في باكستان              | الحكومة الباكستانية                      | باكستان          |
| نوفمبر 2012 | اختيارها من أفضل 100 مفكر عالمي                          | مجلة فورين بوليسي                        | الولايات المتحدة |
| 2012        | واحدة من أكثر 100 شخصية مؤثرة بالعالم                    | مجلة التايم                              | الولايات المتحدة |
| نوفمبر 2012 | جائزة الأم تيريزا للعدالة الاجتماعية                     | مؤسسة هارموني                            | الهند            |
| ديسمبر 2012 | جائزة روما للسلام والعمل الإنساني                        | بلدية روما                               | إيطاليا          |
| يناير 2013  | أكبر اسم في المسح السنوي العالمي الإنجليزي لسنة 2012     |                                          | [ 176 ]          |
| يناير 2013  | جائزة سيمون دي بوفوار                                    | لجنة جائزة سيمون بإدارة جوليا كريستيفا   | فرنسا            |
| مارس 2013   | جائزة ميمينجين للحريَّة 1525                               | بلدية ميمينجين                           | ألمانيا          |
| مارس 2013   | جائزة شارع دوتي                                          | مؤشر الرقابة                             | المملكة المتحدة  |
| مارس 2013   | جائزة فريد وآنا جيفريس                                   | الاتحاد الوطني للمعلمين                  | المملكة المتحدة  |
| أبريل 2013  | جائزة القيادة العالمية للأصوات الحية                     | ترايلبلايزر العالمية                     | الولايات المتحدة |
| أبريل 2013  | واحدة من أكثر 100 شخصية مؤثرة بالعالم (للمرة الثانية)    | مجلة التايم                              | الولايات المتحدة |
| مايو 2013   | جائزة كتالونيا العالمية                                  | حكومة كتالونيا                           | إسبانيا          |
| يونيو 2013  | الجائزة السنوية للتنمية                                  | صندوق الأوبك للتنمية (OFID)              | مؤسسة عالمية.    |
| يونيو 2013  | جائزة الأبزرفر للأعراق للنشاط الدولي                     | صحيفة ذا أوبزرفر                         | المملكة المتحدة  |
| أغسطس 2013  | جائزة تيبيراري الدولية للسلام                            | سكان مدينة تيبيراري                      | أيرلندا          |
| 2013        | وضع لوحة ملالا للفنان جوناثان يو في معرض اللوحات القومي  | معرض اللوحات القومي في لندن              | المملكة المتحدة  |
| أغسطس 2013  | جائزة السلام الدولية للأطفال                             | مؤسسة حقوق الأطفال                       | هولندا           |
| سبتمبر 2013 | جائزة سفير الضمير المرموقة                               | منظمة العفو الدولية                      | المملكة المتحدة  |
| سبتمبر 2013 | جائزة كلينتون العالمية للمواطن                           | مؤسسة كلينتون                            | الولايات المتحدة |
| سبتمبر 2013 | جائزة بيتر غوميز الإنسانية                               | جامعة هارفارد                            | الولايات المتحدة |
| أكتوبر 2013 | جائزة آنا بوليتكوفسكايا                                  | منظمة الوصول لجميع النساء في الحرب       | بلغاريا          |
| أكتوبر 2013 | جائزة الأمل                                              | نصب تذكاري ومتحف أوكلاهوما الوطني        | الولايات المتحدة |
| أكتوبر 2013 | فخر بريطانيا                                             | التلفزيون المستقل، ديلي ميرور            | المملكة المتحدة  |
| نوفمبر 2013 | جائزة سخاروف لحرية الفكر                                 | البرلمان الأوروبي                        | أوروبا           |
| نوفمبر 2013 | الماستر الفخرية في الآدب                                 | جامعة إدنبرة                             | إسكتلندا         |
| نوفمبر 2013 | سيدة العام                                               | مجلة غلامور                              | الولايات المتحدة |
| نوفمبر 2013 | جائزة GG2 هامر                                           | منظمة جوائز القيادة GG2‏                  | المملكة المتحدة  |
| نوفمبر 2013 | الجائزة الدولية للمساواة وعدم التمييز                    | الحكومة المكسيكية                        | المكسيك          |
| فبراير 2014 | جائزة أطفال العالم لحقوق الطفل (جائزة نوبل للطفل)        | مؤسسة جائزة أطفال العالم                 | السويد           |
| مارس 2014   | عضوية شرفية مدى الحياة في الاتحاد التنفيذي للخدمة العامة | الاتحاد التنفيذي للخدمة العامة (P.S.E.U) | أيرلندا          |
| 2014        | جائزة تريجر العالمية سكول                                | مؤسسة سكول                               | الولايات المتحدة |
| يوليو 2014  | الدكتوراه الفخرية في القانون المدني                      | جامعة كلية الملك، هاليفاكس               | كندا             |
| يوليو 2014  | وسام الحرية فيلادلفيا                                    | مركز الدستور الوطني الأمريكي             | الولايات المتحدة |
| أكتوبر 2014 | جائزة نوبل للسلام مناصفة مع كايلاش ساتيارثي              | جوائز نوبل                               | النرويج          |
| أكتوبر 2014 | من قائمة أكثر 25 مراهقاً تأثيراً في العالم                 | مجلة تايم                                | الولايات المتحدة |
| أكتوبر 2014 | الجنسية الكندية الفخرية                                  | الحكومة الكندية                          | كندا             |
| فبراير 2015 | جائزة غرامي لأفضل ألبوم موسيقي للأطفال                   | الأكاديمية الوطنية لتسجيل الفنون والعلوم | الولايات المتحدة |
| أبريل 2015  | تسمية الكويكب 316201 بين المشتري والمريخ باسم ملالا      | العالِمة آمي ماينزر من وكالة ناسا         | الولايات المتحدة |
| مارس 2016   | جائزة الرئيس الفخري لاتحاد الطلبة                        | جامعة شفيلد                              | المملكة المتحدة  |

## اقرأ أيضاً
- هجوم مدرسة بيشاور 2014
- اعتزاز حسن
- هينا جيلاني
- فرخرو بارسا
- آسيا بيبي
- قضية نورا حسين

## وصلات خارجية
- ملالا يوسفزي على موقع IMDb (الإنجليزية)
- ملالا يوسفزي على موقع الموسوعة البريطانية (الإنجليزية)
- ملالا يوسفزي على موقع مونزينجر (الألمانية)
- ملالا يوسفزي على موقع ألو سيني (الفرنسية)
- ملالا يوسفزي على موقع ميوزك برينز (الإنجليزية)
- ملالا يوسفزي على موقع ديسكوغز (الإنجليزية)
- ملالا يوسفزي على موقع قاعدة بيانات الفيلم (الإنجليزية)

- قصة فتاة الإعدادية بباكستان التي استهدفتها طالبان (باكستان) من موقع العربية.نت
- 5 مراهقين غيروا العالم